# 周永康 (香港)
周 永康（しゅう えいこう、繁体字中国語: 周永康、チョウ・ヨンカン、英語: Alex Chow、1990年8月18日 - ）は、香港の民主派政治活動家。香港大学文学部在籍時の2014年、香港学生連盟（学連）事務局長として雨傘運動に参加、中心人物のひとりとみなされた。
2016年、香港大学で学士号（B.A.）取得後、2018年、英国LSEで修士号（M.A.）取得。その後米国カリフォルニア大学バークレー校で地理学博士課程に在籍している。2021年1月発行の季刊誌「如水 Flow HK」編集委員会に参加、同年3月の海外在住香港人8名による「2021香港約章」にも参加した。

## 授業ボイコットと中環占拠

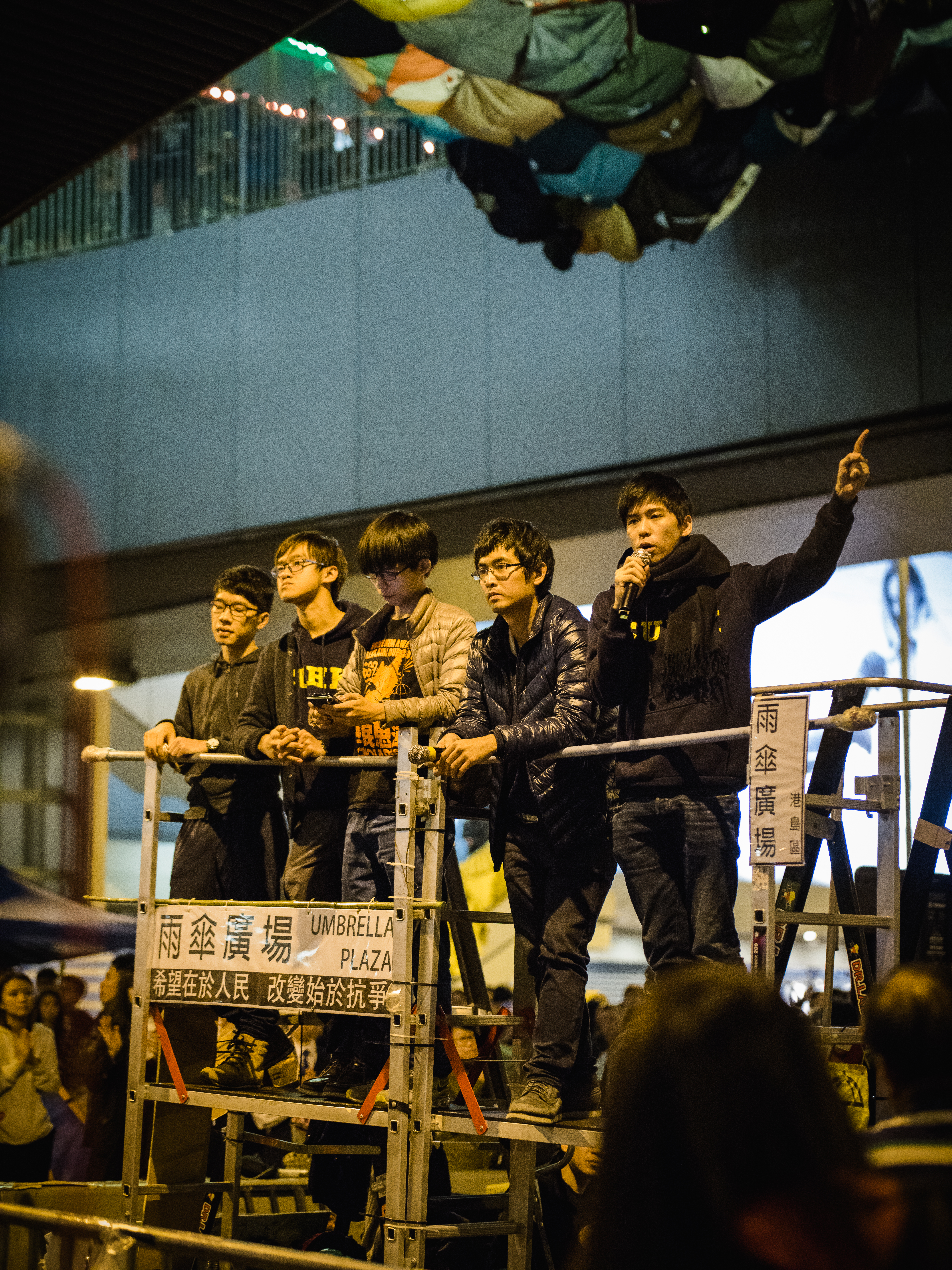
2014年12月11日、金鐘で演説する周永康（右から2人目）。

### デモ実施までの経緯
香港では2017年の行政長官選挙から普通選挙が実施される予定だったが、香港政府は中国政府の意向を受け指名委員会の支持を得られない人物の立候補が出来ない制限選挙への変更を企図し、これに反対する香港大学の戴耀廷副教授は民主派メンバーの陳健民・朱耀明と共に中環を占拠し普通選挙の実施を求めるデモを計画していた。
2014年8月31日、中国全人代常務委員会が民主派を行政長官選挙から排除する方針を正式決定したことを受け、戴は民主党や学生団体の学民思潮と連携し中環占拠デモを実施すると宣言。周ら香港学生連盟もこれに同調し、9月22日に5日間の授業ボイコットを実施し、香港各地の学生1万3,000人を動員した抗議集会を香港中文大学で開催して全人代の決定撤回を求めた。
9月26日、黄之鋒ら学民思潮と共に香港政府庁舎前で座り込みを実施。これに対して警官隊が催涙弾を発射するなど衝突が激化したことに伴い、9月28日に戴によって中環占拠デモの発動が宣言された。

### 中心人物として
9月28日のデモ開始以降、周はデモ隊の中心人物として戴に代わり主導権を握るようになる。ただし、周は「アカデミックなやり方を理解している」として、戴には一定の敬意を示している。
10月3日、梁振英行政長官が香港学生連盟との会談を行うと表明する。これに対し、周は警官隊がデモ隊と反デモ隊との衝突を傍観していたことを理由に会談を凍結していたが、10月5日には政府庁舎前の一部の封鎖を解除し会談に向け環境整備を行う。しかし、香港政府は10月10日に「学生団体側に対話に向けた姿勢が見られない」として会談を見送ると発表した。また、長期化する占拠デモによって経済活動を阻害された市民との対立も深まり、市民との衝突も起きるようになり、周は占拠地域の再構築を指示する。10月21日、香港政府の林鄭月娥政務司長と会談。周は普通選挙の実施を求めるが、林鄭はデモの撤退と「2017年以降の選挙制度再改正を待つように」と主張したため議論は平行線を辿り、会談は物別れに終わった。
11月1日、占拠デモに参加する各団体の代表者と会談し今後の対応を協議。周は直接北京に行き全人代の決定撤回を訴えると表明し、11月10日に范徐麗泰全人代常務委員らに李克強国務院総理との対話の仲介を依頼した。周は香港政府との会談決裂後も占拠の継続を続ける方針を示すが、市民からの支持は低下し、7割近い市民がデモの即時撤退を主張し始めたため、支持を得るための説得を指示する。11月15日、范徐が対話仲介を拒否したことを受け独自に対話を行うため北京に向かおうとするが、香港国際空港で身分証の失効を理由に搭乗を拒否され北京行きを断念した。

### 求心力低下とデモの終結
香港政府との会談決裂や北京行きの失敗など、デモの長期化や政府から譲歩を引き出せなかったことから、周ら穏健派は次第に求心力を失いデモを制御できなくなっていった。
11月18日には香港警察による占拠地域のバリケードの強制撤去が始まり、翌19日には金鐘を占拠していた急進派が立法会ビルを占拠しようとし警官隊と衝突し逮捕者が出ている。11月30日、周は求心力を維持するため急進派と同調し香港政府庁舎の占拠を試みるが、警官隊との衝突により失敗し多数の逮捕者・負傷者を出してしまう。
12月3日、香港政府庁舎前での混乱を受け、デモ主催者の戴・陳・朱は警察に自首し、デモの撤収を呼びかけた。戴らの自首を受け、周はデモの撤収を含めた今後の対応を協議する。12月11日までの間に警察の強制撤去により周を含めた249人の参加者が逮捕されるが、翌12日に周は保釈命令に基づき釈放された。12月15日に香港政府はデモの終結を宣言し、中環占拠は失敗に終わった。

## 抗議活動の継続
2015年1月7日、香港政府が「行政長官普通選挙方法の諮問文書」を発表し、民主派の立候補の可能性に言及した。立候補に必要な指名委員会の推薦を100人にすることを検討し、2012年選挙の実績に基づいた場合、民主派の立候補も可能となるとしている。しかし、指名段階で過半数の支持が必要になるため、実質的に民主派の立候補は不可能として民主党や香港学生連盟は反対しており、周は立法会での法案採決が行われる際に再び抗議デモを行うと表明している。
諮問文書発表に先立つ1月5日、周は違法集会を組織した容疑で香港警察から出頭要請を受け、18日に出頭し逮捕されるが、即日釈放された。2月15日、周の穏健姿勢に反発する強硬派が香港大学の香港学生連盟脱退を決定し、連盟における周の影響力は低下した。

## 逮捕
香港では3か月以上の禁錮刑を受けた場合、5年間被選挙権が停止される。2016年7月21日、非合法集会（雨傘運動）に参加したとして、周永康は黄之鋒、羅冠聡とともに有罪判決をうけたが、8月15日の一審判決は「政治的な空気に基づいて抑止的な判決が下されれば、被告らにとって不当となる」として、周には執行猶予付き禁錮3週間、黄と羅には社会奉仕活動を命じた。検察はこれを不服として上訴、翌2017年8月17日、高等法院（高裁）は3人に禁錮6～8か月を言い渡し、即日収監した。20日には実刑判決に抗議するデモが行われ、香港島中心部の幹線道路を終審法院（最高裁）まで行進した。
2018年2月6日、終審法院は高等法院の判決を「著しく重い」と指摘し、実刑判決を破棄した。